# Marianas Trench Marine National Monument
Het Marianas Trench Marine National Monument is een federaal beschermd maritiem natuurgebied gelegen tussen de Noordelijke Marianen en Guam in de Grote Oceaan, Eilandgebied van de Verenigde Staten en dus federaal Amerikaans grondgebied. Tot de beschermde biotopen behoort de onderwater-caldeira van de submariene vulkanen bij de Maug-eilanden en de Marianentrog. De Challengerdiepte bevindt zich buiten het beschermd gebied. De bescherming slaat enkel op oceanische zones, in de archipel van de Marianen zonder de eilanden zelf, de Amerikanen konden het gebied claimen en beschermen doordat het gelegen is in de exclusieve economische zones rond de verschillende eilanden. Het is een op 6 januari 2009 door president George W. Bush middels presidentiële proclamatie nr. 8335 erkend nationaal monument. Van de nationale monumenten is het 247.172,6 km² grote gebied het op twee na monument met de grootste beschermde oppervlakte.
Het wordt beheerd door de Fish and Wildlife Service van het United States Department of the Interior en de National Oceanic and Atmospheric Administration van het United States Department of Commerce.